# مسترتون
مسترتن (به لاتین: Masterton) یک شهرک و شهر در نیوزیلند است که در منطقه ولینگتون واقع شده‌است.

## خصوصیات
مسترتن ۲٬۲۹۹ کیلومترمربع مساحت دارد  ۱۱۱ متر بالاتر از سطح دریا واقع شده‌است.

## خواهرخوانده
شهرهای هاتسوکاایچی، هیروشیما، چانگچون و آرمیدال خواهرخوانده‌های مسترتن هستند.